# 马修·兰德尔
马修·兰德尔（英語：Matthew Randall，1978年4月24日—），新西兰男子自行车运动员。他曾代表新西兰参加2002年英联邦运动会自行车比赛，获得一枚铜牌。他也曾参加2004年夏季奥林匹克运动会。